# Gabriel Dąmbski
Gabriel Dąmbski herbu Godziemba – skarbnik horodelski w 1736 roku, skarbnik buski w 1733 roku.
Był elektorem Stanisława Leszczyńskiego w 1733 roku.